# Temps (météorologie)
Pour les articles homonymes, voir Temps (homonymie).
Le temps, ou la météo, est l'ensemble des conditions physiques des basses couches de l'atmosphère à un moment précis, généralement sur une échelle de quelques heures à quelques jours, et en un point précis. Sont communément associées au temps les conditions météorologiques dont les effets peuvent être directement ressentis : ennuagement ou rayonnement solaire, température, vent, précipitations et également visibilité. L'étude et la prévision du temps s'appellent la météorologie, qui s'appuie sur des observations systématiques et des modèles mathématiques pour anticiper les variations atmosphériques.

## Description
Quatre éléments interagissent pour produire le temps : la pression atmosphérique, la température, l'humidité atmosphérique (hygrométrie) et le vent (généré par les variations de pression atmosphérique, l'altitude et le relief). Ces facteurs sont eux-mêmes influencés par 6 autres facteurs : la latitude, l'altitude, la végétation, les courants marins, la répartition terre-mer et la rotation de la Terre.
Les phénomènes météorologiques qui engendrent le temps peuvent se produire à différentes échelles temporelles et spatiales. Que l'on compare par exemple l'orage d'un après-midi d'été avec une vaste tempête des latitudes moyennes qui peut durer plusieurs jours et couvrir des milliers de kilomètres carrés. La plupart de ces phénomènes sont liés au soleil, comme source d'énergie, mais les éruptions volcaniques peuvent aussi avoir un effet catastrophique sur le climat, pendant plus ou moins longtemps selon l'altitude que les matériaux éjectés ont pu atteindre (le courant-jet peut notamment transporter les matériaux très loin).

## Phénomènes

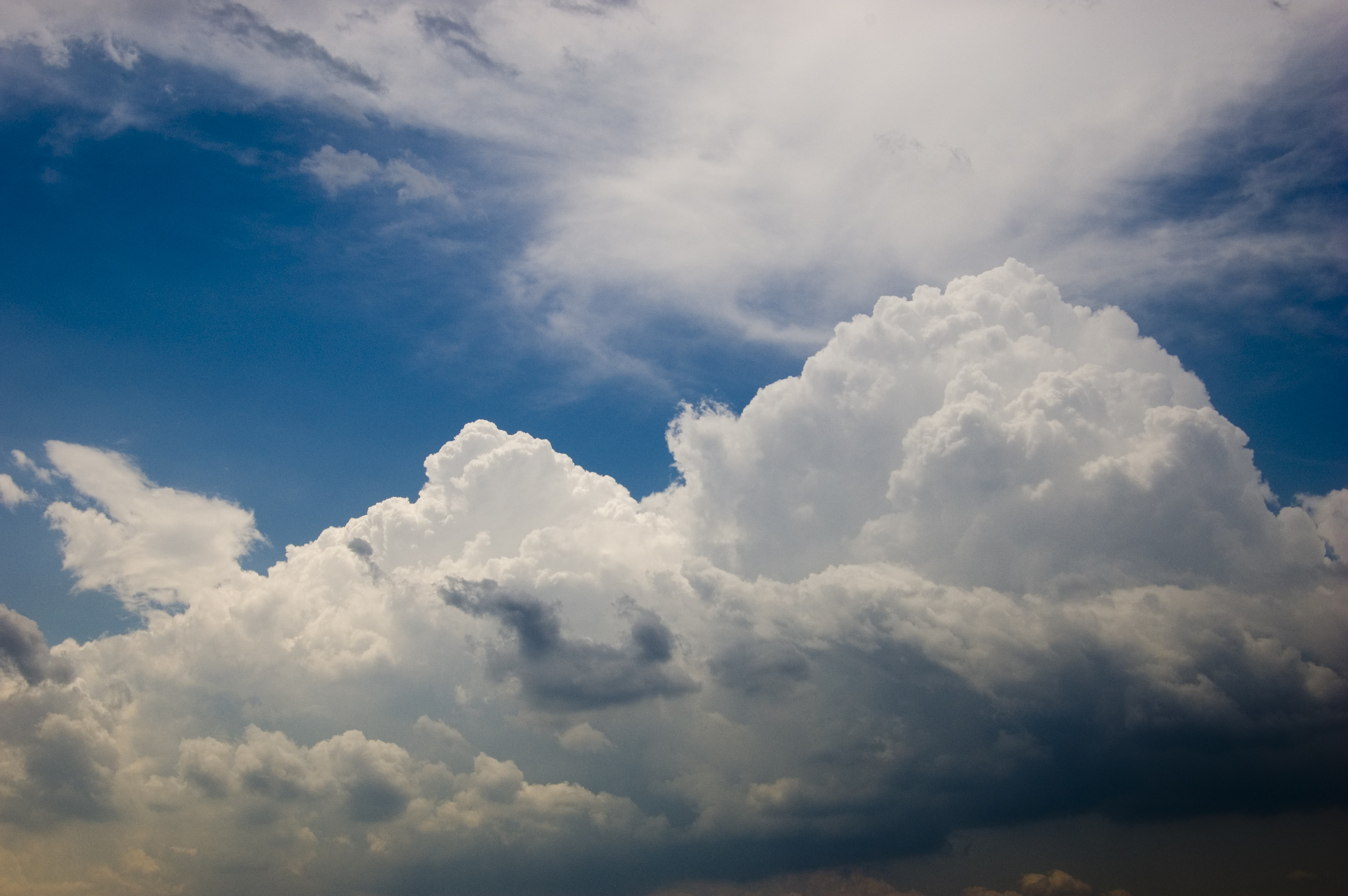
Cumulonimbus calvus.

Sur terre, les phénomènes météorologiques incluent vent, nuage, pluie, neige, brouillard et tempêtes de sable. 
Les évènements moins communs incluent les catastrophes naturelles telles que les tornades, les cyclones tropicaux et tempêtes de neige. Pratiquement tous ces phénomènes familiers surviennent dans la troposphère (la plus basse couche de l'atmosphère). La météo survient dans la stratosphère et peut affecter le temps dans la troposphère[pas clair], mais les mécanismes exacts sont complexes et encore peu compris.

## Causes

Vue idéalisée des trois cellules ou zones de circulation atmosphérique à grande échelle.

Le temps se produit principalement en raison des différences de pression atmosphérique, de température et d'humidité d'un endroit à l'autre. Ces différences peuvent se produire en raison de l'angle du soleil à n'importe quel endroit particulier, qui varie selon la latitude. En d'autres termes, plus on est loin des tropiques, plus l'angle du soleil est bas, ce qui rend ces endroits plus frais en raison de la propagation de la lumière du soleil sur une plus grande surface. Le fort contraste de température entre l'air polaire et l'air tropical donne naissance aux cellules de la circulation atmosphérique à grande échelle et au courant-jet.

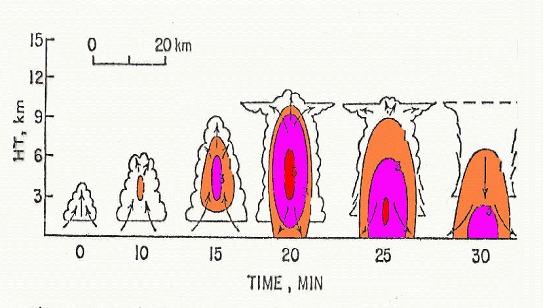
Cycle de vie d'un orage unicellulaire.

Une fois les masses d'air mise en mouvement par ces différences, la rotation de la Terre initie une déviation sur les parcelles de fluide qui dépend de la direction du mouvement. Ainsi, les systèmes météorologiques aux latitudes moyennes, tels que les cyclones extratropicaux, se développent à cause des instabilités le long des zones baroclines et les nuages générés tournent autour d'un centre de basse pression. Sous les Tropiques, la mousson ou les cyclones tropicaux tirent leur énergie de l'instabilité thermique de la masse d'air et subissent aussi la rotation de la Terre. Finalement, des phénomènes à méso-échelle comme les orages dépendent de l'instabilité thermique mais sont peu étendus ce qui donne moins de temps à la rotation terrestre de les affecter.
L'atmosphère est un système chaotique. En conséquence, de petits changements dans une partie du système peuvent s'accumuler et s'amplifier pour provoquer des effets importants sur le système dans son ensemble. Cette instabilité est difficile à analyser et rend les prévisions météorologiques difficiles. Les météorologues s'efforcent continuellement d'étendre la limite de prévisibilité grâce au raffinement des modèles de prévision numérique du temps et de l'ingestion de données de plusieurs sources : stations météorologiques terrestres, maritimes, aériennes; radar et satellites météorologiques.